# Кайлертаун (Пенсільванія)
Кайлертаун (англ. Kylertown) — переписна місцевість (CDP) в США, в окрузі Клірфілд штату Пенсільванія. Населення — 336 осіб (2020).

## Географія
Кайлертаун розташований за координатами 40°59′56″ пн. ш. 78°10′5″ зх. д. / 40.99889° пн. ш. 78.16806° зх. д. (40.998904, -78.168030).  За даними Бюро перепису населення США в 2010 році переписна місцевість мала площу 4,45 км², з яких 4,44 км² — суходіл та 0,00 км² — водойми.

## Демографія
Згідно з переписом 2010 року, у переписній місцевості мешкало 340 осіб у 132 домогосподарствах у складі 96 родин. Густота населення становила 76 осіб/км².  Було 148 помешкань (33/км²).
Расовий склад населення:
| - 99,7 % — білих - 0,3 % — чорних або афроамериканців |

До двох чи більше рас належало 0,0 %. Частка іспаномовних становила 0,0 % від усіх жителів.
За віковим діапазоном населення розподілялося таким чином: 25,3 % — особи молодші 18 років, 58,5 % — особи у віці 18—64 років, 16,2 % — особи у віці 65 років та старші. Медіана віку мешканця становила 37,2 року. На 100 осіб жіночої статі у переписній місцевості припадало 88,9 чоловіків;  на 100 жінок у віці від 18 років та старших — 86,8 чоловіків також старших 18 років.
Середній дохід на одне домашнє господарство  становив 40 499 доларів США (медіана — 22 262), а середній дохід на одну сім'ю — 57 451 долар (медіана — 58 000). За межею бідності перебувало 4,2 % осіб, у тому числі 0,0 % дітей у віці до 18 років та 11,0 % осіб у віці 65 років та старших.
Цивільне працевлаштоване населення становило 133 особи. Основні галузі зайнятості: освіта, охорона здоров'я та соціальна допомога — 25,6 %, транспорт — 23,3 %, роздрібна торгівля — 12,0 %, виробництво — 10,5 %.